# Darshan Ranganathan
Darshan Ranganathan (4 de junio de 1941, Nueva Delhi, India－ 4 de junio de 2001, Hyderabad, India) fue una química orgánica de la India conocida, sobre todo, por su trabajo en química bioorgánica, incluyendo trabajos que fueron pioneros en el peglamiento de proteínas. Fue también muy conocida por su trabajo en ensamblajes supramoleculares, simulación química de procesos biológicos, diseño molecular, síntesis de péptidos funcionales y síntesis de nanotubos.

## Biografía
Darshan nació como la tercera hija de Shanti Swarup y Vidyavati Markan, en Karol Bagh, Nueva Delhi. Completó su educación primaria en la escuela para mujeres de Aryasamaj, Nueva Delhi, desde 1946 a 1951, y continuó en la escuela secundaria superior de Indraprastha, Nueva Delhi, desde 1951 hasta 1958. Allí fue influenciada de gran manera por Miss. SVL Ratan para que condujera sus estudios hacia la química, y fue lo que acabó llevando a cabo en la Universidad de Nueva Delhi.
Siempre fue una estudiante brillante, con un récord académico remarcable. Completó su doctorado bajo la tutela del legendario profesor TR Seshadri, mientras se dedicaba a la enseñanza de la asignatura de química en el colegio Miranda. Fue premiada con la beca de investigación de alto nivel de la "Royal Commission for the Exhibition" en 1851, lo que la llevó a realizar una estancia postdoctoral en el grupo del profesor DHR Barton. Regresó a la India en 1969.
En 1970 se casó y comenzó su investigación individual en el Instituto Tecnológico de la India, en Kanpur. 
Su marido, el profesor S. Ranganathan, declaraba que, en cada giro que Darshan daba en su vida sentía el impacto del chauvinismo masculino, el que controlaba el mundo científico. Siempre los combatió con el escudo invencible que era su obsesión y devoción por la investigación científica. Cuando llegó a Kanpur, donde él era un miembro de la factulad, las reglas no escritas que todavía existen en el mundo actual no permitieron que a Darshan le fuera ofrecida una posición. Por lo tanto, durante su larga estancia en Kanpur tuvo que ir de beca en beca y en determinados periodos sin nada en lo que trabajar. Aunque ella y su marido siempre agradecieron al IITK (Instituto Indio Tecnológico de Kanpur) que le permitieran realizar su investigación. Para su marido, ella siempre fue mejor que él, estaba muy orgulloso de su mujer y compartió todos los fondos y estudiantes que podía con ella, para que pudiera trabajar por sí sola y en sus propios problemas.
Darshan pudo poco a poco eliminar todo lo que le irritaba y convertirse en una química orgánica de reconocimiento internacional, que más adelante conseguiría un puesto independiente en el RRL (Laboratorio regional de investigación), Trivandrum en 1993, para más adelante recalar en el IICT (Instituto Indcio de Tecnología Química), Hyderabad en 1998.
Darshan murió de cáncer de pecho a la edad de 60 años, tras sufrir mucho luchando contra esta enfermedad. Murió justo 60 años después del día en el que nació, y el mismo día, hora y minuto en el que se casó con su marido 31 años atrás.

## Principales contribuciones
Algunos de los trabajos más notables de Darshan fueron los que realizó en el sector de la química supramolecular. Se convirtió en una maga en conjurar las supramoléculas de varias formas. Estas importantes biomoléculas, hechas mediante la expansión de pequeñas unidades, jugaron un rol muy importante en la naturaleza.
Fue capaz de simular en el laboratorio el ciclo ATP-imidazol, en el cual la naturaleza crea un hijo del compuesto imidazol a partir de un padre imidazol dentro de una operación cíclica. Darshan llevó este concepto a la práctica y creó una máquina de producir compuestos imidazol. En el laboratorio también demostró las características más destacadas del Ciclo de Krebs (por el cual Hans Adolf Krebs obtendría el premio Nobel en Medicina).
La mayoría de hormonas que regular el proceso vital son pequeñas proteínas que surgen de una fragmentación específica de unas grandes proteínas genéticamente codificadas. La génesis de las hormonas pituitarias, por ejemplo, realiza un proceso químico fascinante, que Darshan simuló en el laboratorio. Logró descubrir varios agentes de segmentación de ADN.

## Vida personal
Era descrita por sus más allegados como una persona llena de vida. Amaba la música, el baile y la pintura de tal manera que, sus excesos en estos hobbies en ocasiones eran reprochados por sus profesores.
Era una devota de su marido Subramania Ranganathan, de su único hijo Anand, y de la química. Estaba totalmente absorta en esta última, y todo lo demás parecía secundario. Era una persona que nunca levantaba la voz, no conocía el rencor, trataba a todas las personas como amigos y se prestaba a colaborar fácilmente con sus compañeros tanto cercanos como lejanos.

## Publicaciones
Fue coautora de varios libros y una generación de jóvenes químicos crecieron con su libro "Destacados de la química orgánica actual" ("Current organic chemistry highlights"), editado por ella y su marido.

## Premios y reconocimientos
- Fue premiada con la beca de investigación de alto nivel de la "Royal Commission for the Exhibition" en 1851
- Como tributo al carácter luchador de Darshan, la Academia Nacional de Ciencias de la India acordó instituir una enseñanza bienal, dando una conferencia en memoria de una destacada científica dentro del sector de la investigación. Era la primera vez que la Academia ofrecía reconocimiento a las mujeres científicas.[4]
- En 1999 logró el premio concedido por la Fundación A.V. Rama Rao, la beca "Jawaharlal Nehru Birth Centenary Visiting Fellowship" y el premio de Química de la Academia de Ciencias de el Tercer Mundo, por su trabajo en la química bioorgánica.[6]